# ناتان فاکس (بازیکن فوتبال)
ناتان فاکس (انگلیسی: Nathan Fox؛ زادهٔ ۱۴ نوامبر ۱۹۹۲) بازیکن فوتبال اهل بریتانیا است.
از باشگاه‌هایی که در آن بازی کرده‌است می‌توان به باشگاه فوتبال کوربی تاون، باشگاه فوتبال سلو تاون، باشگاه فوتبال کترینگ تاون، باشگاه فوتبال استمفورد و باشگاه فوتبال نوتس کانتی اشاره کرد.